# Seznam britských králů
Toto je seznam britských králů a vládnoucích královen. Od 1. května 1707 se na základě zákonů o sjednocení Anglie a Skotsko spojily do jednoho suverénního státu – Království Velké Británie. Anna Stuartovna se stala jeho první královnou a zároveň zůstala královnou Irska.

## Seznam
- Stuartovci

| jméno           | obrázek | období vlády | život     | rodiče                        | poznámky                                                     |
| --------------- | ------- | ------------ | --------- | ----------------------------- | ------------------------------------------------------------ |
| Anna Stuartovna | Jiří I. | 1707–1714    | 1665–1714 | Jakub II. Stuart Anna Hydeová | až do vzniku Velké Británie královna Anglie, Skotska a Irska |

- Hannoverská dynastie

| jméno       | obrázek     | období vlády | život     | rodiče                                                        | poznámky                         |
| ----------- | ----------- | ------------ | --------- | ------------------------------------------------------------- | -------------------------------- |
| Jiří I.     | Jiří I.     | 1714–1727    | 1660–1727 | Arnošt August Brunšvicko-Lüneburský Žofie Hannoverská         | od r. 1698 kurfiřt hannoverský   |
| Jiří II.    | Jiří II.    | 1727–1760    | 1683–1760 | Jiří I. Žofie Dorotea z Celle                                 |                                  |
| Jiří III.   | Jiří III.   | 1760–1820    | 1738–1820 | Frederik z Walesu Augusta Sasko-Gothajská                     | od r. 1814 také král Hannoverska |
| Jiří IV.    | Jiří IV.    | 1820–1830    | 1762–1830 | Jiří III. Šarlota Meklenbursko-Střelická                      |                                  |
| Vilém IV.   | Vilém IV.   | 1830–1837    | 1765–1837 | Jiří III. Šarlota Meklenbursko-Střelická                      |                                  |
| Viktorie I. | Viktorie I. | 1837–1901    | 1819–1901 | Eduard August Hannoverský Viktorie Sasko-Kobursko-Saalfeldská |                                  |

- Dynastie Sachsen-Coburg-Gotha (od roku 1917 Windsorská dynastie)

| jméno        | obrázek      | období vlády                       | život     | rodiče                                      | poznámky |
| ------------ | ------------ | ---------------------------------- | --------- | ------------------------------------------- | -------- |
| Eduard VII.  | Eduard VII.  | 1901–1910                          | 1841–1910 | Albert Sasko-Kobursko-Gothajský Viktorie I. |          |
| Jiří V.      | Jiří V.      | 1910–1936                          | 1865–1936 | Eduard VII. Alexandra Dánská                |          |
| Eduard VIII. | Eduard VIII. | 20. leden 1936 – 11. prosinec 1936 | 1894–1972 | Jiří V. Marie z Tecku                       |          |
| Jiří VI.     | Jiří VI.     | 1936–1952                          | 1895–1952 | Jiří V. Marie z Tecku                       |          |
| Alžběta II.  | Alžběta II.  | 1952–2022                          | 1926–2022 | Jiří VI. Elizabeth Bowes-Lyon               |          |
| Karel III.   | Karel III.   | od 2022                            | *1948     | Philip Alžběta II.                          |          |